# Ilija Trifunović-Birčanin
Ilija Trifunović-Birčanin (em sérvio:  Илија Трифуновић-Бирчанин; 1877 – 3 de fevereiro de 1943) foi um comandante militar sérvio Chetnik (vojvoda, војвода). Participou nas Guerras dos Balcãs e na Primeira Guerra Mundial e depois serviu como presidente da Associação dos Chetniks Sérvios pela Liberdade e pela Pátria no Reino da Iugoslávia. Na primavera de 1942, foi nomeado por Mihailović comandante dos Chetniks na Dalmácia, Herzegovina, oeste da Bósnia e sudoeste da Croácia. Ele morreu em Split em 3 de fevereiro de 1943, tendo sofrido de problemas de saúde por um período considerável de tempo.

## Biografia

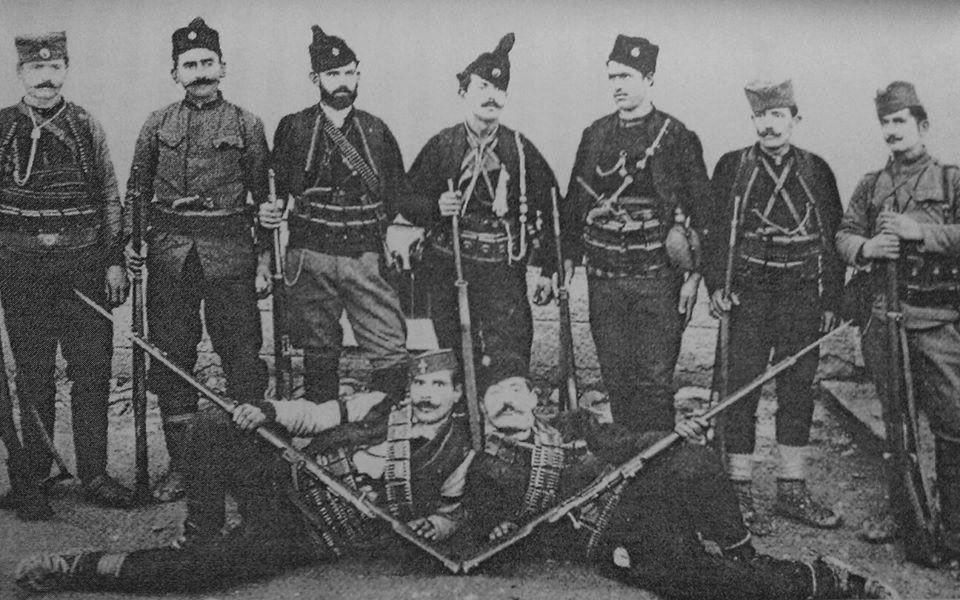
Birčanin e sua banda, 1907.

Ilija Trifunović-Birčanin nasceu em Topola, Principado da Sérvia, em 1877. Serviu como voluntário do lado sérvio nas Guerras dos Balcãs. Ele também lutou com as forças sérvias durante a Primeira Guerra Mundial, alcançando o posto de comandante Chetnik (vojvoda, војвода)  e perdendo um braço em combate. 
Após a guerra, Trifunović-Birčanin lutou contra as forças albanesas no Kosovo. De 1929 a 1932, durante um período no Reino da Iugoslávia em que outros partidos políticos foram proibidos, ele atuou como presidente da Associação dos Chetniks Sérvios pela Liberdade e pela Pátria.  Depois de 1932, atuou como presidente da Narodna Odbrana (Defesa Nacional), uma associação patriótica sérvia composta principalmente por veteranos da Primeira Guerra Mundial.  Em 1934, ele formou e se tornou o líder da Organização dos Veteranos de Chetnik. 

## Golpe de estado iugoslavo
Uma organização com considerável influência junto ao público sérvio, Narodna Odbrana solicitou ao Príncipe Paulo em diversas ocasiões instando-o a resistir à pressão de Adolf Hitler para que a Iugoslávia aderisse ao Pacto Tripartite. Trifunović-Birčanin estava em contato próximo nesta época com o Executivo de Operações Especiais Britânico (SOE), que tentava ativamente impedir que a Iugoslávia se juntasse às Potências do Eixo.  A SOE financiou o Narodna Odbrana e estabeleceu laços especialmente estreitos com Trifunović-Birčanin.  Depois de descobrir que o primeiro-ministro iugoslavo Dragiša Cvetković e o ministro das Relações Exteriores Aleksander Cincar-Marković estavam viajando para Viena em 24 de março de 1941 para assinar uma forma limitada do Pacto, a SOE optou por fomentar um golpe de Estado. De acordo com Williams, Trifunović-Birčanin esteve intimamente envolvido na sua preparação e execução, informando à SOE que o golpe tinha 99% de certeza de sucesso e que os preparativos estavam a progredir bem.  Em contraste, o professor Jozo Tomasevich afirma que, embora Trifunović-Birčanin tenha sido provavelmente informado do golpe, ele não estava entre os seus organizadores. 
O golpe de estado liderado por oficiais militares predominantemente sérvios liderados pelo Chefe da Força Aérea, General Dušan Simović, ocorreu em 27 de março, e o Príncipe Paulo foi substituído pelo Rei Pedro II. Em poucos dias, ficou claro que Simović não era tão anti-Eixo como a SOE esperava, e Trifunović-Birčanin e outros começaram a "discutir a possibilidade de um segundo golpe". 

## Segunda Guerra Mundial

### Mudança para Split e colaboração com italianos

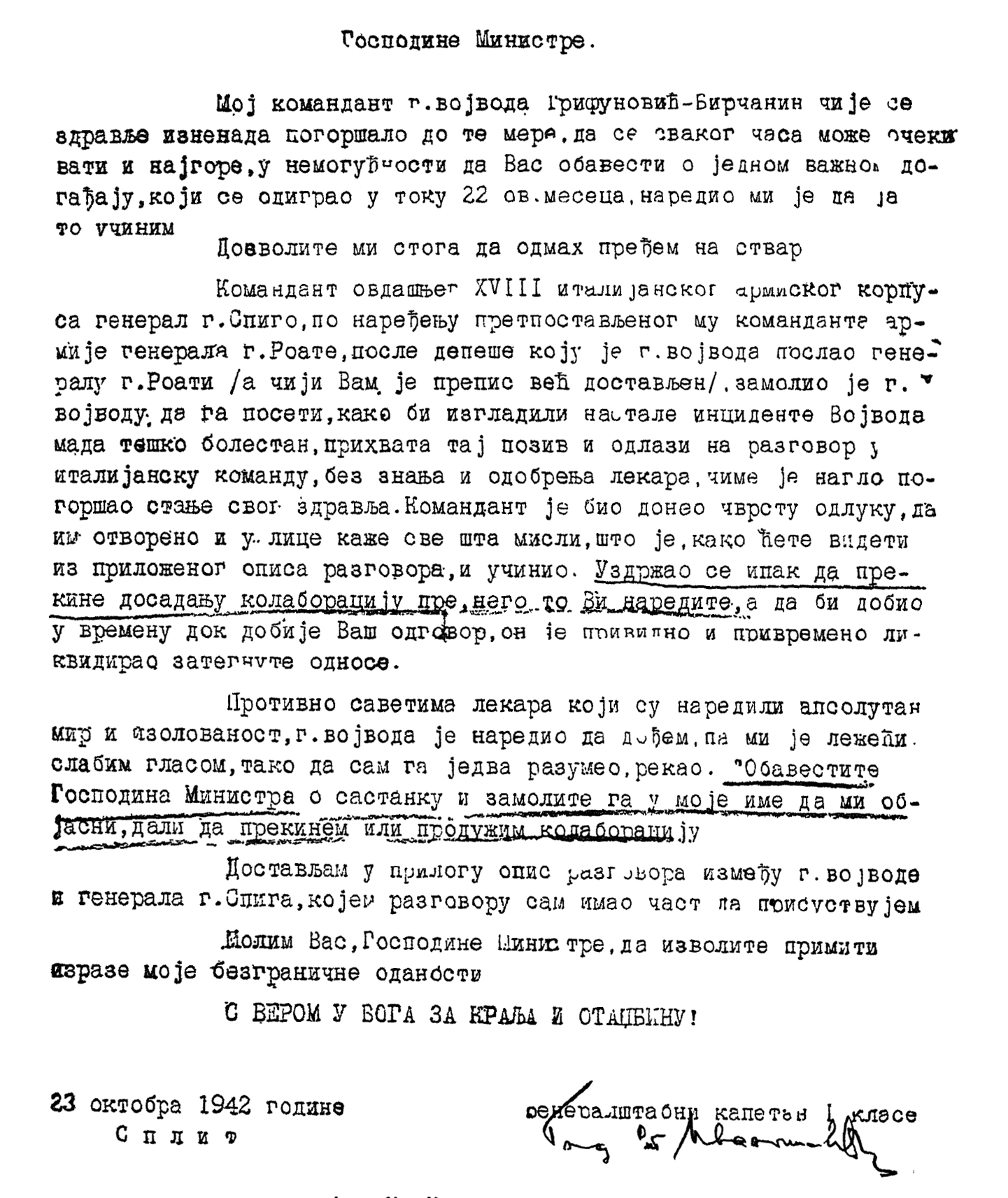
Relatório do oficial do estado-maior do Chetnik, Radovan Ivanišević, de Split, sobre a cooperação de Trifunović-Birčanin com os italianos.

Com a derrota da Iugoslávia, Trifunović-Birčanin fugiu para Kolašin, em Montenegro, antes de se mudar para a cidade de Split, controlada pela Itália, em outubro de 1941.  O movimento Chetnik era aberta e profundamente hostil aos nascentes Partidários Iugoslavos, e isso levou os comandantes Chetnik a negociar uma série de acordos de cooperação local com as forças de ocupação italianas, baseados no forte desejo mútuo de que a insurreição Partidária fosse extinta. Em essência, esses acordos previam que as forças italianas e de Chetnik se deixariam em paz e, em troca, haveria o fim da perseguição aos sérvios por parte dos italianos. Um desses acordos Chetnik-Italiano foi concluído em uma reunião em Split em 20 de outubro de 1941 por Trifunović-Birčanin, Dobroslav Jevđević, um líder Chetnik no reino entre guerras, e Angelo de Matteis, chefe da divisão de informação do 6º Exército italiano. Corpo.  O líder do Chetnik, Draža Mihailović, estava ciente dos acordos colaboracionistas celebrados por Jevđević e Trifunović-Birčanin e os tolerou.  Além de Jevđević, com quem trabalhou em estreita colaboração com as forças italianas, os comandantes subordinados de Trifunović-Birčanin incluíam Momčilo Đujić (norte da Dalmácia), Ilija Mihić e Slavko Bjelajac (Lika), e Petar Baćović (Herzegovina e sudeste da Bósnia). 
No início de janeiro de 1942, Trifunović-Birčanin desempenhou um papel central na organização das unidades dos líderes Chetnik no oeste da Bósnia, Lika e norte da Dalmácia na Divisão Dinara e despachou um ex-oficial do Exército Real Iugoslavo para ajudar. Đujić seria o comandante da divisão e seu objetivo era o "estabelecimento de um estado nacional sérvio" no qual "viveria uma população exclusivamente ortodoxa".  No mesmo mês, o general Renzo Dalmazzo, comandante do Sexto Corpo de Exército italiano, organizou uma reunião na esperança de que os chetniks participassem de uma operação conjunta contra os guerrilheiros. Estiveram presentes Trifunović-Birčanin, Jevđević, Jezdimir Dangić e Stevo Rađenović, embora "por enquanto, no entanto, os alemães tenham vetado qualquer uso dos Chetniks nessa capacidade". 
Baseado em Split, Trifunović-Birčanin foi nomeado por Mihailović para comandar as forças Chetnik sobre a Dalmácia, Herzegovina, oeste da Bósnia e sudoeste da Croácia na primavera de 1942.  De acordo com o historiador Jozo Tomasevich, "tanto os documentos Chetnik quanto os italianos mostram claramente que seu papel como oficial de ligação entre os Chetniks e o Segundo Exército Italiano era tão importante quanto seu comando sobre as formações Chetnik nessas áreas".  Em 23 de junho de 1942, auxiliados por Trifunović-Birčanin, os italianos estabeleceram as primeiras unidades de uma milícia voluntária anticomunista controlada pelos italianos, conhecida como MVAC (em italiano:  Milizia Volontaria Anti-Comunista), dedicado à “aniquilação do comunismo”.  Em 1942 e 1943, 19.000–20.000 Chetniks, uma esmagadora proporção dos quais foram organizados como forças auxiliares italianas no MVAC nas partes do NDH ocupadas pelos italianos, foram equipados com armas, munições e roupas pelos italianos.  Em 1942, os acordos com os italianos ficaram ameaçados quando estes "ameaçaram cortar provisões e financiamento" depois de alertarem Jevđević e Trifunović-Birčanin de que "as suas unidades estavam a provocar desordem". 

### Operação Alfa
A partir de setembro de 1942, os Chetniks tentaram persuadir os italianos a realizar uma "grande operação" dentro da sua zona de ocupação. Em 10 e 21 de setembro, Trifunović-Birčanin reuniu-se com Mario Roatta, comandante do Segundo Exército italiano, e instou-o a agir "o mais rápido possível" em uma grande operação contra os guerrilheiros iugoslavos na área de Prozor-Livno e ofereceu ajuda. na forma de 7.500 Chetniks, com a condição de que lhes sejam fornecidas as armas e os suprimentos necessários. Na reunião de 10 de setembro, Trifunović-Birčanin disse a Roatta que não estava sob o comando de Mihailović, mas que o tinha visto no dia 21 de julho em Avtovac e teve a sua aprovação para colaborar com os italianos. No final de setembro ou início de outubro, Mihailović, respondendo a uma carta de Trifunović-Birčanin datada de 20 de setembro, felicitou-o pela sua conduta e "alta compreensão da linha nacional" nestas conversações. 
No início de outubro, a Operação Alfa foi lançada pelos italianos e tinha como alvo os guerrilheiros a noroeste da parte central do Neretva.  Entre 3.000 e 5.500 Chetniks participaram da operação e estavam sob o comando de Baćović e Jevđević.   Os Chetniks, agindo por conta própria, massacraram mais de quinhentos católicos e muçulmanos e queimaram numerosas aldeias no processo da operação.  De acordo com dados incompletos, cerca de 543 civis católicos e muçulmanos foram massacrados sob o pretexto de terem abrigado e ajudado os guerrilheiros.  Roatta se opôs a esses "massacres em massa" de civis não combatentes e ameaçou interromper a ajuda italiana aos Chetniks se não terminassem.  Afirmou que "solicito que o Comandante Trifunović seja informado de que, se a violência Chetnik contra a população croata e muçulmana não for imediatamente interrompida, deixaremos de fornecer alimentos e salários diários às formações cujos membros são os autores da violência. Se esta situação criminosa continuar, medidas mais severas serão tomadas." 

## Morte
Com a saúde debilitada durante um período considerável, Trifunović-Birčanin morreu em Split, em 3 de fevereiro de 1943. Após a sua morte, Jevđević, juntamente com Đujić, Baćović e Radovan Ivanišević, prometeram aos italianos continuar as políticas de Trifunović-Birčanin de colaborar estreitamente com eles contra os guerrilheiros. 